# Lago Meech
Il lago Meech è un lago del Canada che si trova nel territorio del comune di Chelsea, nella provincia del Québec. Sulle sue rive si trova la residenza secondaria ufficiale del primo ministro canadese, dove fu negoziato l'accordo del lago Meech.